# Glannoventa

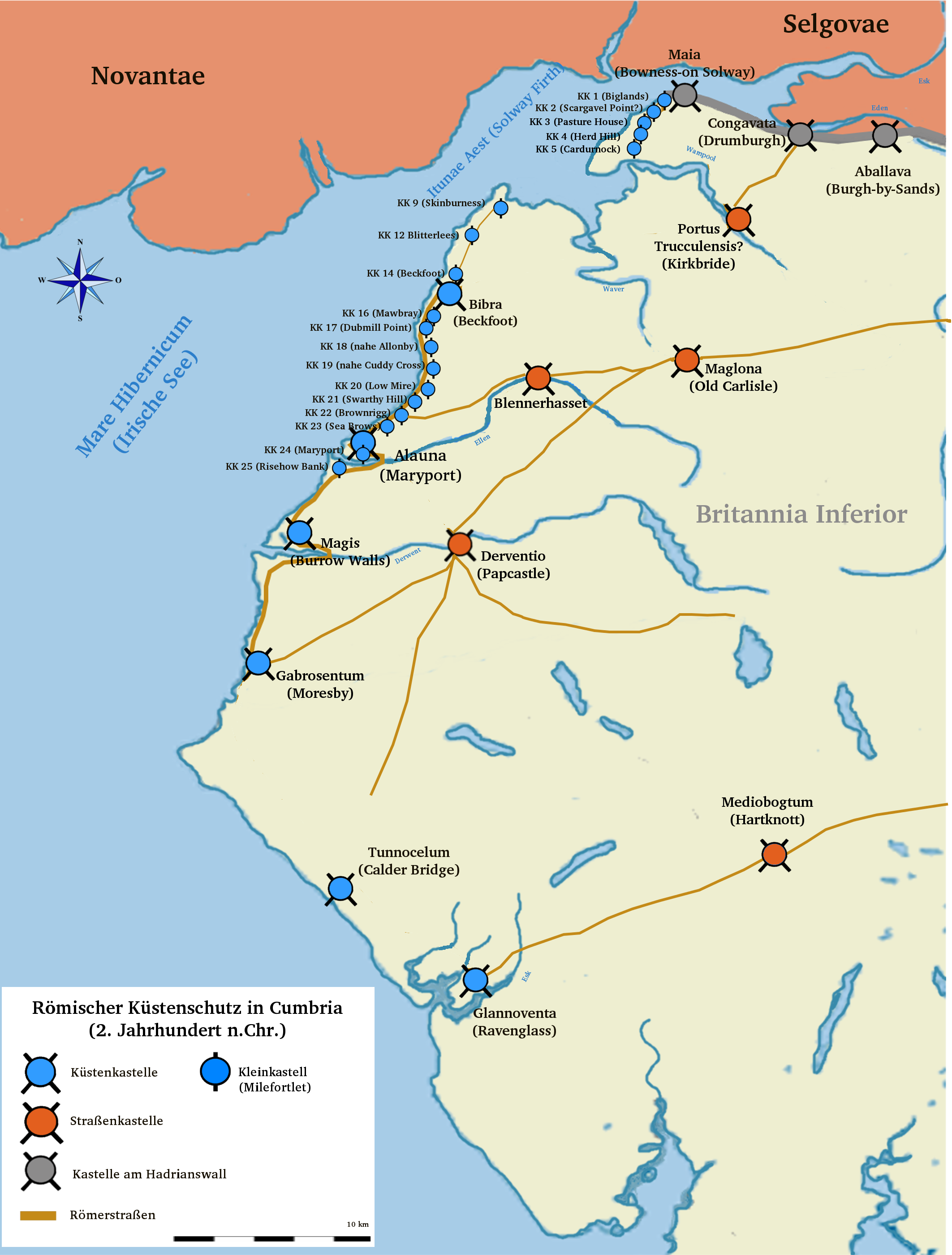

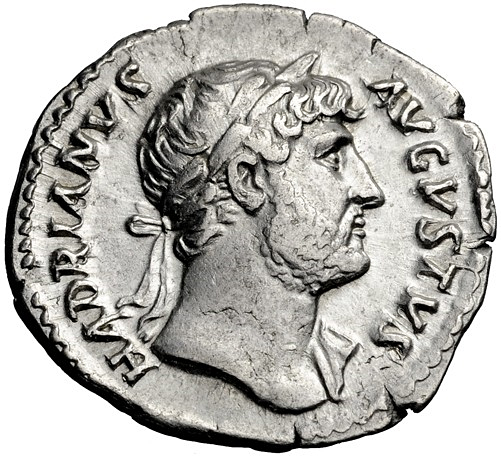
Münzporträt des Hadrian

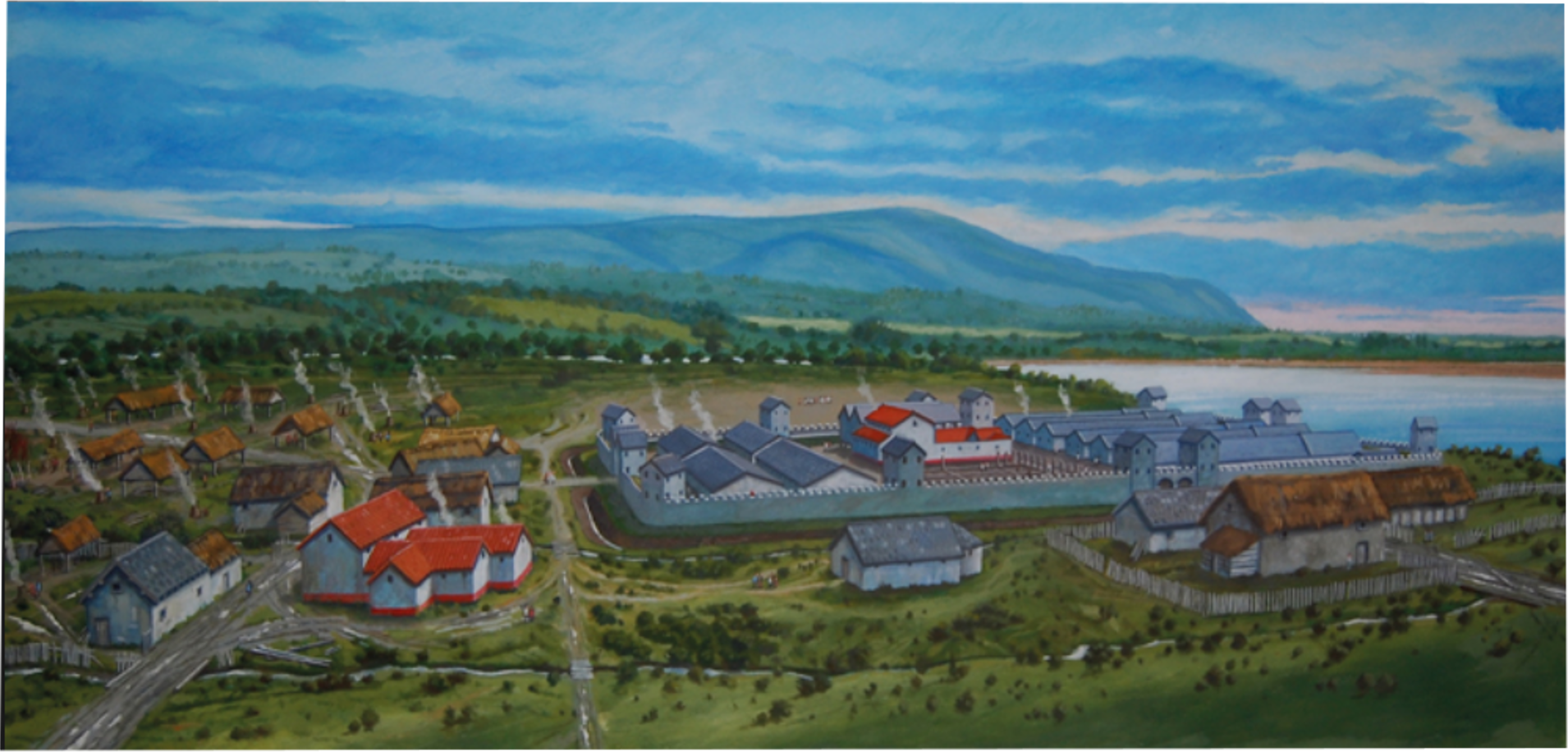
Rekonstruktionsversuch des römischen Glannoventa am Ende des 2. Jahrhunderts

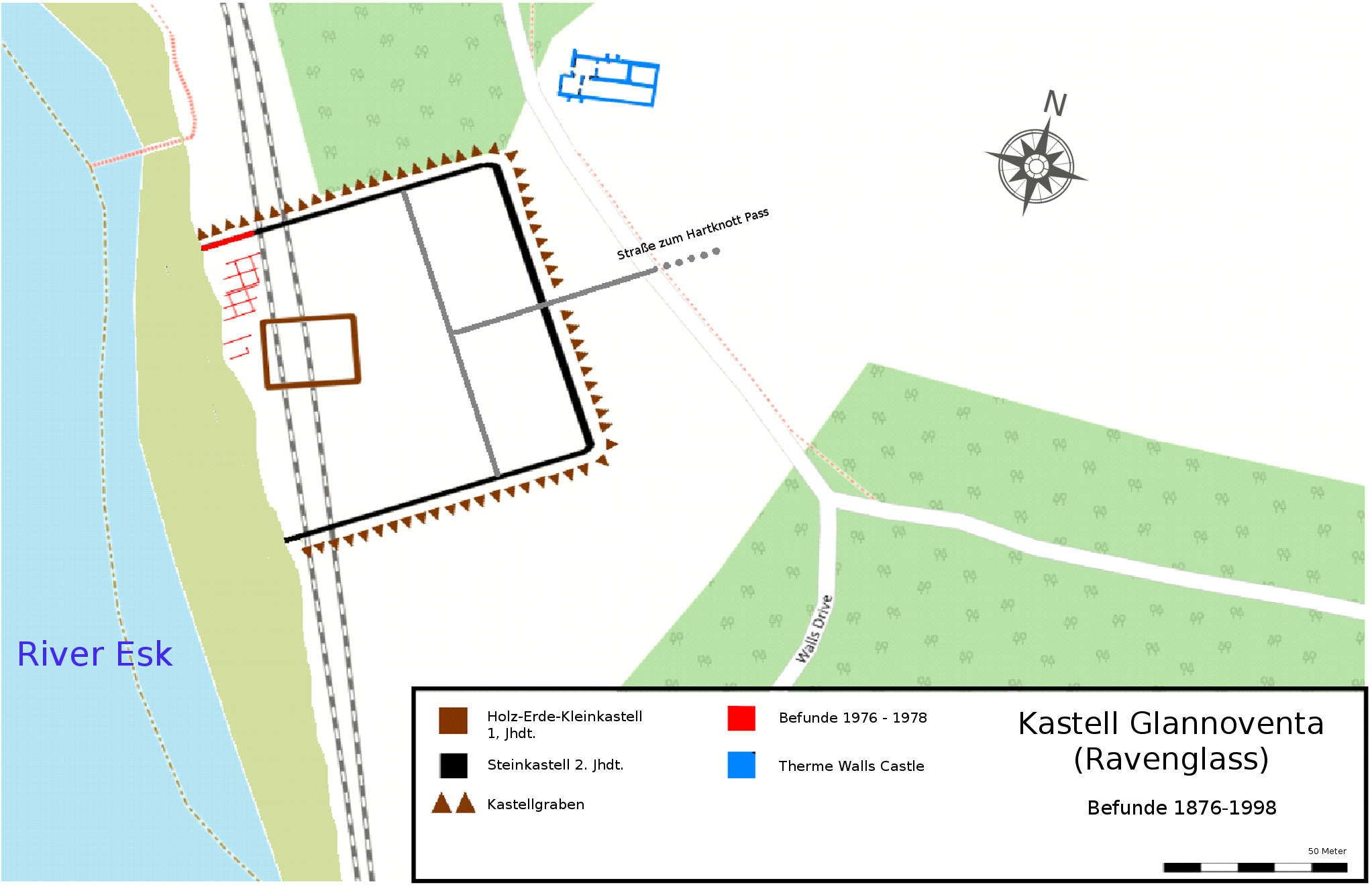
Lageskizze und Befunde

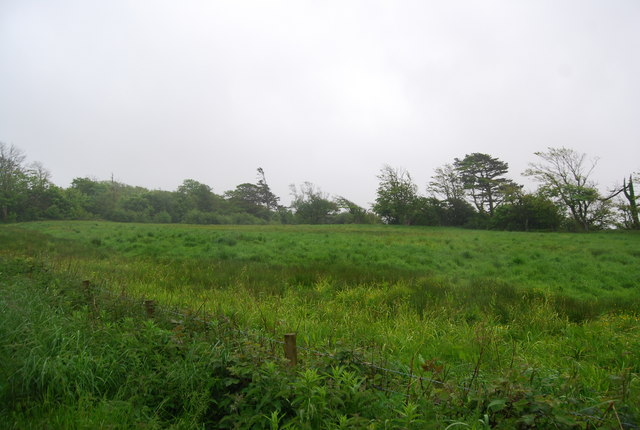
Das Kastellareal in seinem heutigen Zustand (Blick von NO)

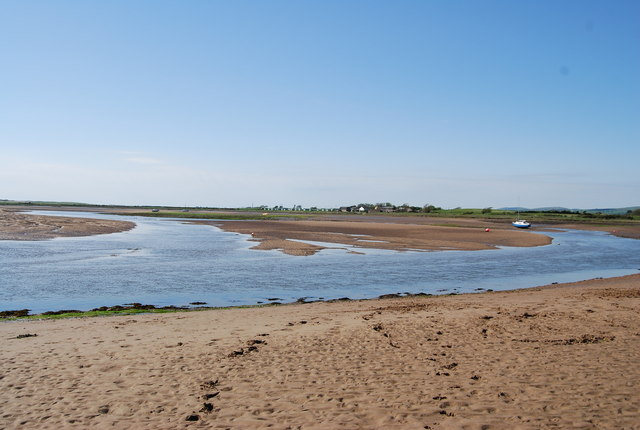
Der Zusammenfluss von Irt und Mite

Glannoventa war ein römisches Hilfstruppenkastell im Parish Muncaster, Ortsteil Ravenglass, Distrikt Copeland, Grafschaft Cumbria, England.
Das Kastell diente als Marinestützpunkt, der an einem Zusammenfluss dreier Flüsse lag und einen natürlichen Hafen bildete. Der Hafen spielte eine wichtige logistische Rolle bei der Versorgung der römischen Festungen in der Nordregion, insbesondere für die an der Küste von Cumbria und im westlichen Teil des Hadrianswalls. Die Festung war auch Teil eines Küstensicherungssystems, bestehend aus einer Kette von Kastellen und Wachtürmen, entlang der Westküste von Cumbria, das eine Umgehung der westlichen Flanke des Hadrianswalls verhindern sollte. Armee und Flotte dürften das Kastell etwa 300 Jahre genutzt haben. Das Bodendenkmal umfasst die Festung, ein Badehaus, einen Vicus und die Spuren einer Straße, die vom Osttor aus ins Landesinnere führt. Die einzigen heute noch sichtbaren Überreste aus römischer Zeit gehören zur Ruine des Badehauses. Das Areal steht unter der Obhut von English Heritage und gehört zum UNESCO-Welterbe Limes des römischen Imperiums.

## Name
Diese Militärstation scheint in den drei wichtigsten Schriftquellen für die römische Antike auf;
- Im Itinerarium Antonini des 2. Jahrhunderts (Clanoventa),
- in der Notitia Dignitatum des 4. Jahrhunderts (Glannibanta) und
- in der Kosmologie des Geographen von Ravenna aus dem 6. Jahrhundert, wo es als Cantiventi (oder auch Cantaventi, Cantanenti) eingetragen ist.

Die geografische Zuordnung dieses Ortsnamens ist unklar und noch immer Thema kontroverser wissenschaftlicher Debatten. Die Militärstationen in der Notitia werden nicht in ihrer geografischen Reihenfolge aufgelistet, daher ist sie für die Identifizierung römischer Orte weniger nützlich. Einige Forscher nehmen an, dass zur Zeit der römischen Herrschaft über Britannien Kastell und Hafen als Tunnocellum bekannt waren. Dieser Ortsname wird aber eher mit einem Kastell bei Calder Bridge, nordöstlich von Ravenglass, gleichgesetzt.
Glannoventa leitet sich vermutlich aus den walisisch-gälischen Wörtern glan/glenn (= Bank, Ufer oder Landeplatz) und venta (= Markt, Handelsplatz oder Handelshafen) ab. Nach Rivet/Smith könnte der Name auch „Feld/Platz in der Nähe der Küste“ oder „Markt an der Küste“ bedeuten.

## Lage
Ravenglass liegt an der Cumbrischen Westküste, 30 km nordwestlich von Barrow-in-Furness und 20 km südöstlich von Whitehaven. Das Dorf liegt zwischen zwei Flüssen, an der Stelle, wo sie einen Streifen aus Sanddünen durchbrechen, bevor sie schließlich die die Irische See erreichen. Die römische Festung liegt etwa 500 Meter südlich des Dorfes, auf einer niedrigen Klippe in einer nach Süden ausgreifenden Schleife des Esk. Es stand an einem Ästuar, gebildet vom Esk, Mite und Irt, der sich auch besonders gut als Hafen eignet. Heute die Flur Walls Plantation. Im Osten fällt das Kastellgelände sanft zu den etwas niedriger gelegenen Hügelland unter dem Muncaster Fell. Das Kastell konnte nur von Land her, im Nordosten angegriffen werden. Im Norden und Süden stößt sein Areal an relativ flache Schluchten. Laut Itinerarium war der Hafenort Ausgangspunkt der Route X. Die Straße verband das Küstenkastell mit den im Osten gelegenen Mediobogtum, das den Hardknott Pass sicherte und führte dann weiter ins Landesinnere zum etwa 50 Kilometer westlich gelegenem Lager von Galava, nahe dem heutigen Ambleside, und noch weiter bis zu ihrem Endpunkt bei Whitchurch in Shropshire. Eine weitere Straßenverbindung könnte in den Norden zum Kastell Tunnocelum, nahe Braystones, Beckermet/Calder Bridge, bestanden haben. In der Ravenna-Cosmologie ist Cantiventi zwischen Mediobogtum und einer noch nicht lokalisierten Station namens Iuliocenon eingetragen. Im späten 2. Jahrhundert gehörte diese Küstenregion zur Provinz Britannia inferior, ab dem 4. Jahrhundert zur Provinz Britannia secunda und nach einer weiteren Verwaltungsreform vermutlich zur Provinz Valentia.

## Forschungsgeschichte
Die Ruine des Badehauses stand im 17. Jahrhundert im Park des Muncaster Castle und wurde 1610 von John Denton als „alter Wohnort und Burg der Familie Pennington“ beschrieben. Das Badehaus wurde im Jahr 1881 fast vollständig ausgegraben. Die Reste des römischen Kastells wurde in den 1850er Jahren während des Baus der Eisenbahn von Barrow nach Carlisle entdeckt. Im Jahr 1876 wurden seine Mauern erstmals als römisch anerkannt. Während der 1880er Jahre begannen lokale Adelige, darunter der Lord von Muncaster, die Festung systematisch auszugraben. Der römische Ursprung der Mauerreste konnte endgültig durch die Ausgrabungen im Jahr 1881 bestätigt werden. Man hielt sie damals aber noch für die Reste einer Villa. Römische Streufunde wurden nördlich der Festung von Einheimischen zu Beginn des 20. Jahrhunderts gemacht. Das Gebäude wurde 1919 als Badehaus anerkannt. Vermessungsarbeiten in den 1980er Jahren identifizierten es dann eindeutig als Bad. Kleinere Funde, geborgen bei flächenmäßig stark begrenzten Sondierungsgrabungen innerhalb des Lagers, deuten auf ein frühes hadrianisches Kastell aus der Zeit um 122 n. Chr. hin. 1925 untersuchte M.C. Fair das Vicusareal nördlich des Kastells. Die Ergebnisse der bisherigen archäologischen Untersuchungen an Kastell und Badehaus wurden von Collingwood im Jahr 1928 und nochmals 1958 von Birley zusammengefasst. Eine größere Ausgrabungskampagne wurde (die einzige archäologische Untersuchung des Forts unter Verwendung moderner Ausgrabungs- und Aufnahmetechniken) wurde von Tim Potter zwischen 1976 und 1978 an der Westseite des Lagers entlang des Steilufers am Esk vorgenommen, an der höchsten Erhebung des Kastellareals. Dabei wurden ein Abschnitt der Nordmauer und die Fundamente von mehrphasigen Kasernenblöcken entdeckt. Das Kastell wurde 1998 auch von Mitarbeitern (Blood und Pearson) der Royal Commission of Heritage Monuments in England (RCHME) vermessen. Es wurde bislang nicht vollständig ausgegraben.

## Fundspektrum
Der bedeutendste Fund war eine Sammlung von knöchernen Spielsteinen, die offensichtlich zu einem Brettspiel gehörten. Eines dieser Spiele könnte das Latrunculi, auch bekannt als „Soldat“ oder „Söldner“, gewesen sein. Eine Art Kampf- und Geschicklichkeitsspiel, das in der Armee besonders beliebt war. Oder auch das Duodecim Scripta, das dem Backgammon ähnlich war. Bei Sondierungsgraben und geophysikalischen Untersuchungen des York Archaeological Trust fand man zwischen 2013 und 2014 auf dem Areal der Zivilsiedlung, Mauerreste, zahlreiche römischen Tonscherben, Perlen, Schuhnägel, Münzen und Schmuckperlen, aber auch Schlackenabfälle von Metallwerkstätten wurden dort in großen Mengen beobachtet. Nur eine römische Inschrift wurde bei Ravenglass gefunden, der Text wurde jedoch nicht dokumentiert und der Stein (oder Altar) – er wurde wieder in den Fluss geworfen, bevor die Inschrift abgeschrieben wurde – ist seitdem verschollen. Zwei andere epigraphische Beweise aus der Römerzeit sind das Fragment eines Militärdiploms, das am Strand unterhalb des Lagers gefunden wurde und ein Bleisiegel der Cohors I Aelia Classica die in der Nähe des Kastells geborgen wurden. Ersteres wurde zufällig von einem Hund ausgegraben. Die Münzen, darunter ein Kupferstück aus der Zeit des Magnentius oder Decentius (350–353) und Keramikscherben vom Badehaus stammen aus dem 2. bis 4. Jahrhundert.

## Entwicklung
Da der Name keltischen Ursprungs ist, deutet dies darauf hin, dass dort bereits vor Ankunft der Römer eine keltobritische Siedlung stand. In den Hügeln rund um Muncaster und Eskdale stieß man mehrmals auf Steinfundamente von Hütten. Glannoventa verband die nördlichen Grenzfestungen mit den transkontinentalen Schifffahrtsrouten, die für die Versorgung der Garnisonen in Cumbria mit Nahrungsmitteln, Vorräten und Verstärkungen unerlässlich waren. Diese Festungen schützten vor Errichtung des Hadrianswalls die nördliche Grenze Britanniens. Dort wurde von den Römern auch Bergbau betrieben, z. B. in den Silber- und Bleiminen des heutigen Lake Districts. Der Hafen war daher auch für den Abtransport dieser Edelmetalle auf das europäische Festland, die von dort dann weiter ins Römische Reich verhandelt wurden, von großer Wichtigkeit.
Die frühe römische Festung von Glannoventa dürfte im 1. Jahrhundert – als eine von Agricolas Ausgangsbasen für eine Invasion Irlands (Hibernia) – errichtet worden sein. Das nachfolgende Steinkastell wurde aber wahrscheinlich erst im 2. Jahrhundert n. Chr., zur Zeit des Hadrian (117 bis 138), gegründet (allerdings mit einer veränderten Achsenausrichtung) und diente als Stützpunkt für Hilfstruppensoldaten und die britannische Flotte (Classis Britannica). Die archäologischen Beweise für einen solchen Hafen stehen bislang noch aus. Das Kastell selbst glich den übrigen Hilfstruppenlagern der Küstenverteidigung Cumbrias, eine separate Befestigung, die an einer Flussmündung stand. Schon vorher, im Jahr 122, hatten die Römer mit dem Bau des Hadrianswalls begonnen, der sich von Bowness am Solway (Maia) bis nach Wallsend (Segedunum) am Tyne erstreckte. Danach errichteten die Römer auch an der Westküste von Cumbria eine Sicherungskette aus Kohortenkastellen, Kleinkastellen und Wachtürmen. Ihre Besatzungen sollten Angriffe der Scoten aus Irland und der Caledonii und Pikten, der mächtigsten Stämme in Schottland, abwehren. In weiterer Folge sollte damit auch verhindert werden, dass der Wall durch eine Landung an der Westküste oder Durchwatung der beiden, relativ flachen, Solway Fjorde umgangen wurde. Die Festung Glannoventa bildete – vermutlich – den südlichen Eckpfeiler der Küstenverteidigung Cumbrias. Die südlichste Befestigung, die bislang archäologisch mit diesen Verteidigungsanlagen in Verbindung gebracht werden kann, war das Kleinkastell 25, das sich in der Nähe von Risehow, etwas nördlich von Ravenglass befand. Wenn das Lager in Ravenglass tatsächlich ein Teil derselben Festungskette war, würde dies bedeuten, dass sich diese doch wesentlich weiter nach Süden erstreckte als bisher angenommen. Es ist jedoch viel wahrscheinlicher, dass das Kastell nur den Hafen schützen sollte. Es wird weiters vermutet, dass er vielleicht auch für den Handelsverkehr mit Irland von Bedeutung war. Der Standort war trotzdem auch deshalb strategisch wichtig, da er wohl auch von den Einheiten der Classis Britannica als Basis genutzt wurde. Es dürfte auch zur Versorgung des Lagers Mediobogtum benutzt worden sein, da es wesentlich leichter war, diesen Stützpunkt von Westen aus, auf der gut ausgebauten Straße über den Hartknott Pass, zu erreichen. Die Straße führte dann noch weiter in den Osten, zum Kastell von Galeva (Ambleside). Glannoventa muss dadurch ein sehr geschäftiger Ort gewesen sein.
Der Hadrianswall wurde um 138 vorübergehend aufgegeben und die Grenze an den Antoninuswall zwischen dem Clyth und den Firth-of-Forth-Isthmus in Schottland vorverlegt. Der Antoninuswall wurde jedoch bald wieder aufgegeben und ab 160 waren die Grenztruppen wieder vollständig am Hadrianswall stationiert. Die meisten Verteidigungsanlagen an der Westküste wurden – vermutlich aufgrund der veränderten militärischen Lage – nicht mehr erneuert bzw. besetzt. Das Lager von Ravenglass blieb jedoch weiterhin in Verwendung. Es wurde aber offensichtlich mehrmals, und zwar in den Jahren 197 und 296, niedergebrannt. In diesen Jahren brachen immer wieder schwere Kämpfe mit den Maetern und Caledonii in Nordengland aus. Im 4. Jahrhundert litten die Bewohner der Westküste Cumbrias unter den Überfällen irischer Piraten. Das Kastell in Ravenglass spielte wohl auch bei den Verteidigungsmaßnahmen gegen diese Angriffe eine wichtige Rolle. Das Kastell dürfte im Jahr 367 – im Zuge der sogenannten Barbaren-Verschwörung (barbarico conspiratio) – erneut zerstört, aber schon um 369 wieder aufgebaut worden sein. Es blieb vermutlich bis zum Ende der römischen Herrschaft über Britannien im frühen 5. Jahrhundert besetzt.
Das einzige bis heute freigelegte Kastellgebäude (ein Teil eines Kasernenblocks) scheint bis ins späte 4. Jahrhundert in Gebrauch gewesen zu sein. Danach wurde es durch ein Feuer zerstört. An derselben Stelle wurde später ein anderes Gebäude errichtet. Dies deutet darauf hin, dass in dieser Zeit – und noch darüber hinaus – das Lager vielleicht als Residenz für einen lokalen Machthaber und sein Gefolge gedient hat. Ungefähr einen Kilometer vom Badehaus entfernt liegt das 800 Jahre alte Muncaster Castle, von dem man annimmt, dass sein Wohnturm (sog. Peel Tower) mit den Steinen des römischen Kastells erbaut wurde. Im Jahr 1850 wurde die Eisenbahnlinie von Carlisle nach Barrow-in-Furness mitten durch das Kastellareal verlegt.

## Kastell
Das hadrianische Lager ersetzte um 130 das frühere Holz-Erde-Kleinkastell. Es war ein standardmäßiges Kohortenkastell für etwa 500 Soldaten. Heute gibt es vom hadrianischen Kastell nur mehr sehr wenig zu sehen. Nur an den Rändern der noch 0,6 Meter hohen Kastellplattform sind noch markante Bodenerhebungen erkennbar. Es ist allgemein in einem schlechten Zustand, da es mittig durch die Anlage einer von Nord nach Süd in einer Tiefe von 6,8 Meter verlaufenden Eisenbahntrasse erheblich beschädigt wurde. Der größte Teil seines Areals liegt seitdem östlich der Geleise in dichtem Wald und Gestrüpp. Der exakte Grundriss des Kastells bleibt aufgrund der teilweisen Zerstörung des Geländes durch die Küstenerosion und den Bau der Eisenbahn unklar. Er scheint jedoch typisch für die Kastelle jener Zeit gewesen zu sein, rechteckig mit abgerundeten Ecken.

### Umwehrung
Das Lager besetzte eine flache Ebene, rund zehn Meter über der Hochwassermarke, und grenzte direkt an das Flussufer. Die Ausgrabungen zeigten, dass auch das hadrianische Lager zunächst in Holz-Erde-Technik errichtet wurde und diese um 200 durch eine Steinmauer an der Frontseite erheblich verstärkt wurde. Betreten werden konnte das Lager wohl durch vier Tore. Die Lagermauer war vermutlich auch durch innen angesetzte, quadratische Zwischentürme und vier Ecktürme verstärkt. Der Ostwall ist noch bis zu 1,5 Meter hoch erhalten und misst in der Länge 128 Meter. Die Südmauer der Festung erreicht noch eine Höhe von einem Meter. Als Wehrgang diente mutmaßlich eine rückwärtig aufgeschüttete Erdrampe. Der westliche Rand des Lagerareals war in den letzten Jahrhunderten stark der Küstenerosion ausgesetzt, die Mauer und der Graben entlang dieser Linie wurden dort daher restlos zerstört. Westlich der Eisenbahnlinie sind keine Spuren der Festung mehr festzustellen. Alles, was man dort noch erkennen kann, ist ein flacher Geländekamm, nicht mehr als 17 Meter lang, der an der Uferklippe entlangläuft. Die anhaltende Erosion dieser Klippe war verantwortlich für die Zerstörung der westlichen Verteidigungsmauer und auch eines Teils vom Nord- und Südwall des Lagers.

### Graben
An der Ostseite wurde ein Doppelgraben als Annäherungshindernis angelegt. Der Innere hatte eine Breite von 5 Metern, ist noch 0,3 Meter tief und lief an der nordöstlichen Ecke mit dem äußeren Graben zusammen. An der Nordseite gab es nur einen kurzen Graben, der in eine 6 Meter tiefe Schlucht mündete. Ein Bach im Süden bot zusätzlichen Schutz und war wahrscheinlich auch die Frischwasserquelle für die Kastellbesatzung.

### Innenbebauung
Das Kastell verfügte wohl auch über die für mittelkaiserzeitliche Hilfstruppenlager standardmäßigen Innengebäude: im Zentrum das Hauptquartier (principia), das Wohnhaus des Kommandanten (praetorium), ein oder zwei Getreidespeicher (horrea) und Mannschaftskasernen (contubernia), inklusive Funktionsgebäude wie Werkstätten (fabricae), Backstuben und einer Latrine. Innerhalb des Kastells wurde bislang aber nur einige Räume von Holzbaracken im Westen des Areals ausgegraben. Die Untersuchungsergebnisse dieser im nördlichen Teil des Kastellareals befindlichen Kasernengebäude aus den 1970er Jahren lassen auf insgesamt vier Bauphasen schließen.

## Garnison
Glannoventa muss frühestens ab der Mitte des 2. Jahrhunderts mit regulären römischen Soldaten besetzt gewesen sein. Im Lager könnten sich vorübergehend auch Legionäre aufgehalten haben. Sie wurden für gewöhnlich nicht zum Garnisonsdienst an der Grenze eingeteilt, sondern entsandten Spezialkräfte für die anspruchsvolleren Bauvorhaben an den Grenzkastellen.
Folgende Einheiten sind für dieses Lager bekannt oder könnten sich für eine gewisse Zeit dort aufgehalten haben:
| Zeitstellung                   | Truppenname                                                            | Beschreibung |
| ------------------------------ | ---------------------------------------------------------------------- | --- |
| 2. Jahrhundert n. Chr.         | Cohors prima Aelia Classica („die erste Kohorte der aelischen Flotte“) | Dem Namen nach könnte es sich bei der Truppe um eine Einheit von rund fünfhundert Marinesoldaten gehandelt haben, die vielleicht ursprünglich beim Bau des Hadrianswall eingesetzt wurden. „Aelius“ war der Gentilname des Kaisers Hadrian (Publius Aelius), während sich „Classica“ vom lateinischen classis (Flotte) ableitet. Ihre Soldaten könnten während seiner Herrschaft von der Flotte zu den Landtruppen versetzt worden sein und die erste Garnisonstruppe von Glannoventa gestellt haben. Beweise für ihre Existenz sind ein Militärdiplom des Caedicius Severus vom 27. Februar 158 und ein Bleisiegel, die beide in Ravenglass gefunden wurden. Der Text dieses Diploms weist darauf hin, dass Caedicius zuletzt als Reiter (ex equite) gedient hatte. Vermutlich war sie eine cohors equitata, eine teilberittene Kohorte die etwa rund 120 Kavalleristen in ihren Reihen hatte. Die Einheit dürfte spätestens im 4. Jahrhundert nach Tunnocelum/Tunnocelo (Calder Bridge) verlegt worden sein, wie ein Militärdiplom aus Cilurnum (Chesters) und ein Eintrag in der Notitia Dignitatum belegen. |
| 4. bis 5. Jahrhundert n. Chr.? | Cohors Primae Morinorum („die erste Kohorte der Moriner“)              | Laut Eintrag in der Notitia Dignitatum war diese Einheit im 4. Jahrhundert in Ravenglass stationiert. Sie bestand nominell aus fünfhundert Soldaten, die ursprünglich vom keltischen Stamm der Moriner rekrutiert wurden. Die Moriner siedelten in der Küstenregion der Provinz Belgica, zu der u. a. auch der wichtige See- und Kriegshafen von Gesoriacum (Boulogne) gehörte. In der Truppenliste des Dux Britanniarum ist für das Glannibanta des 4. Jahrhunderts u. a. auch der Rang des Lagerkommandanten, ein Tribunus, überliefert. Da die Moriner noch in diesem spätantiken Dokument aufscheinen, könnten sie bis zur Auflösung der Provinzarmee im frühen 5. Jahrhundert dort gestanden haben. |
| 2. bis 4. Jahrhundert n. Chr.  | Classis Britannica? (die britannische Flotte)                          | Ob im Hafen des Kastells auch Marineeinheiten oder Schiffe der britannischen Flotte stationiert waren, ist bis dato mangels diesbezüglicher Funde unbewiesen, aber aufgrund der Lage und Funktion des Kastells wahrscheinlich. |

## Therme

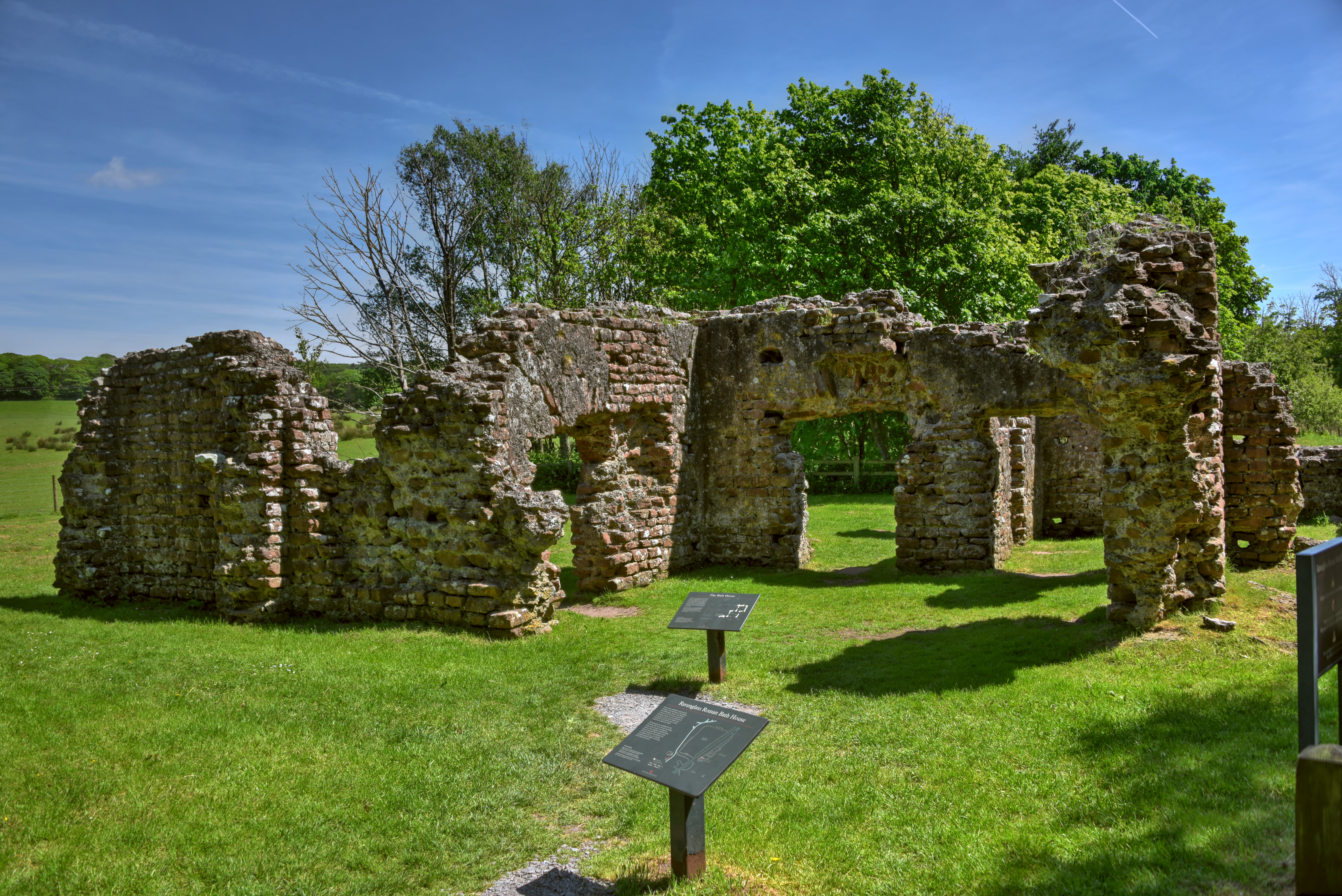
Ruine des römischen Badehauses (Walls Castle)

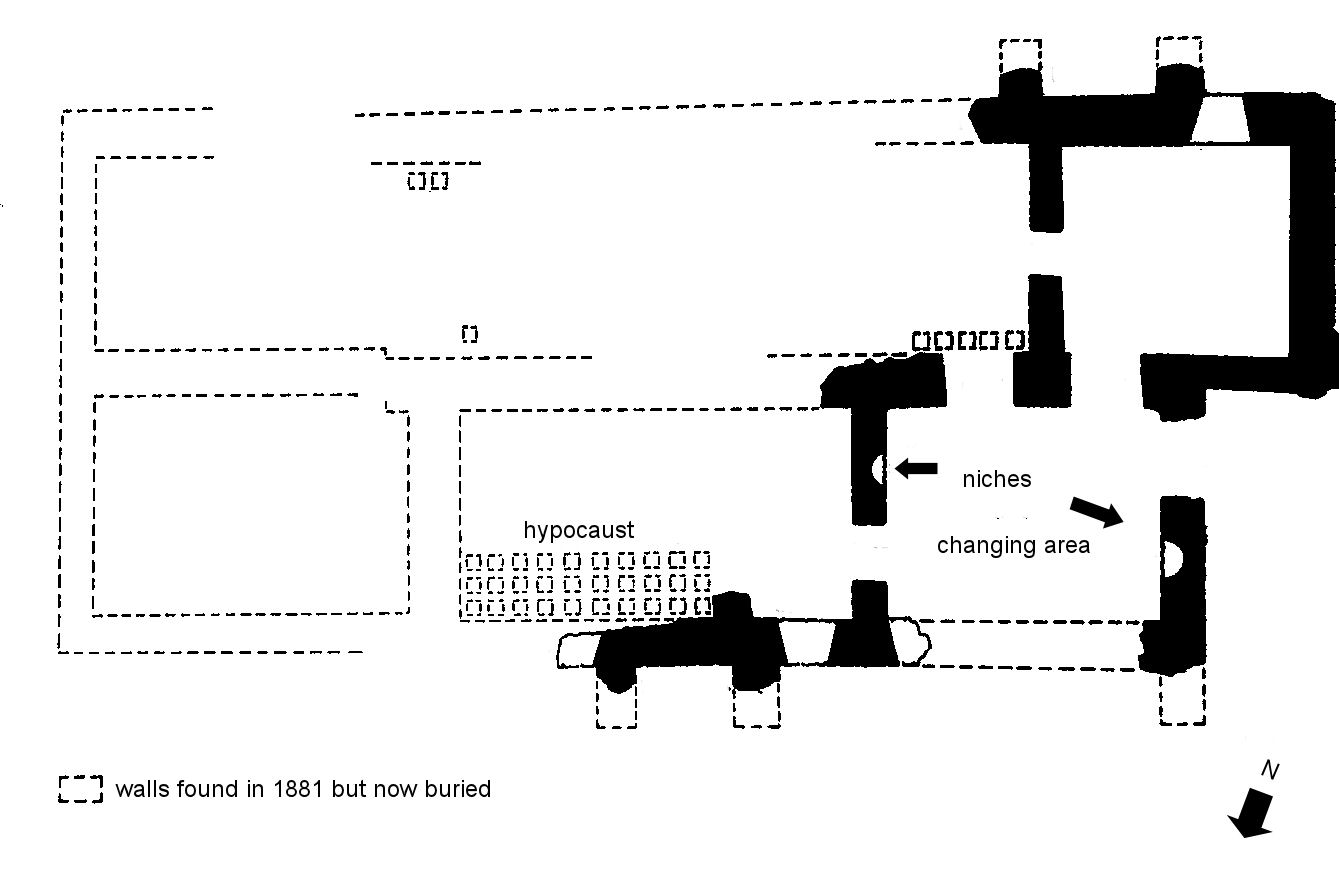
Befundskizze der Therme

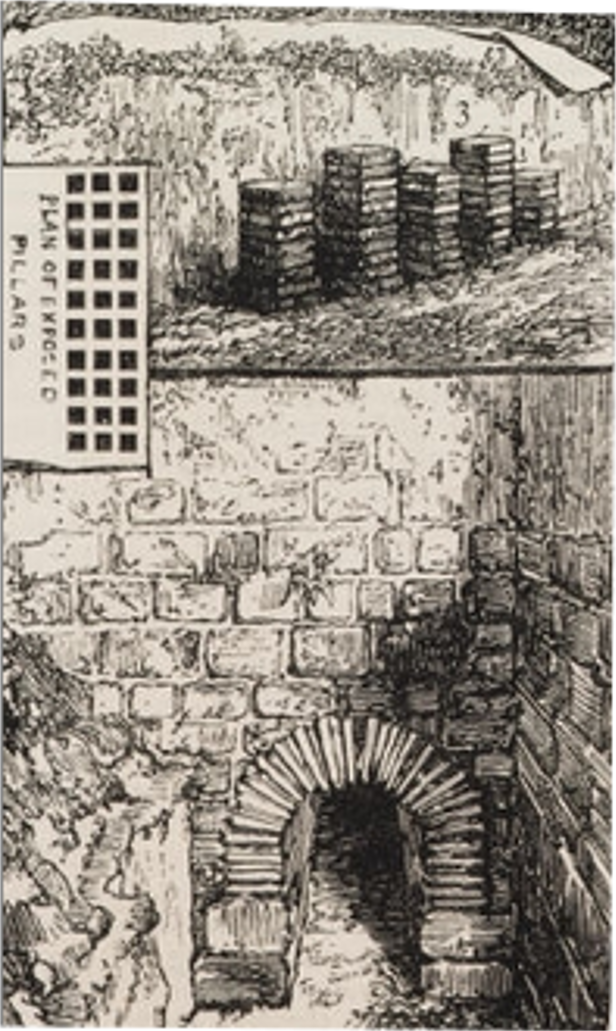
Abzeichnung der Hypokausten und Beschickungsöffnung des Präfurniums (1882)

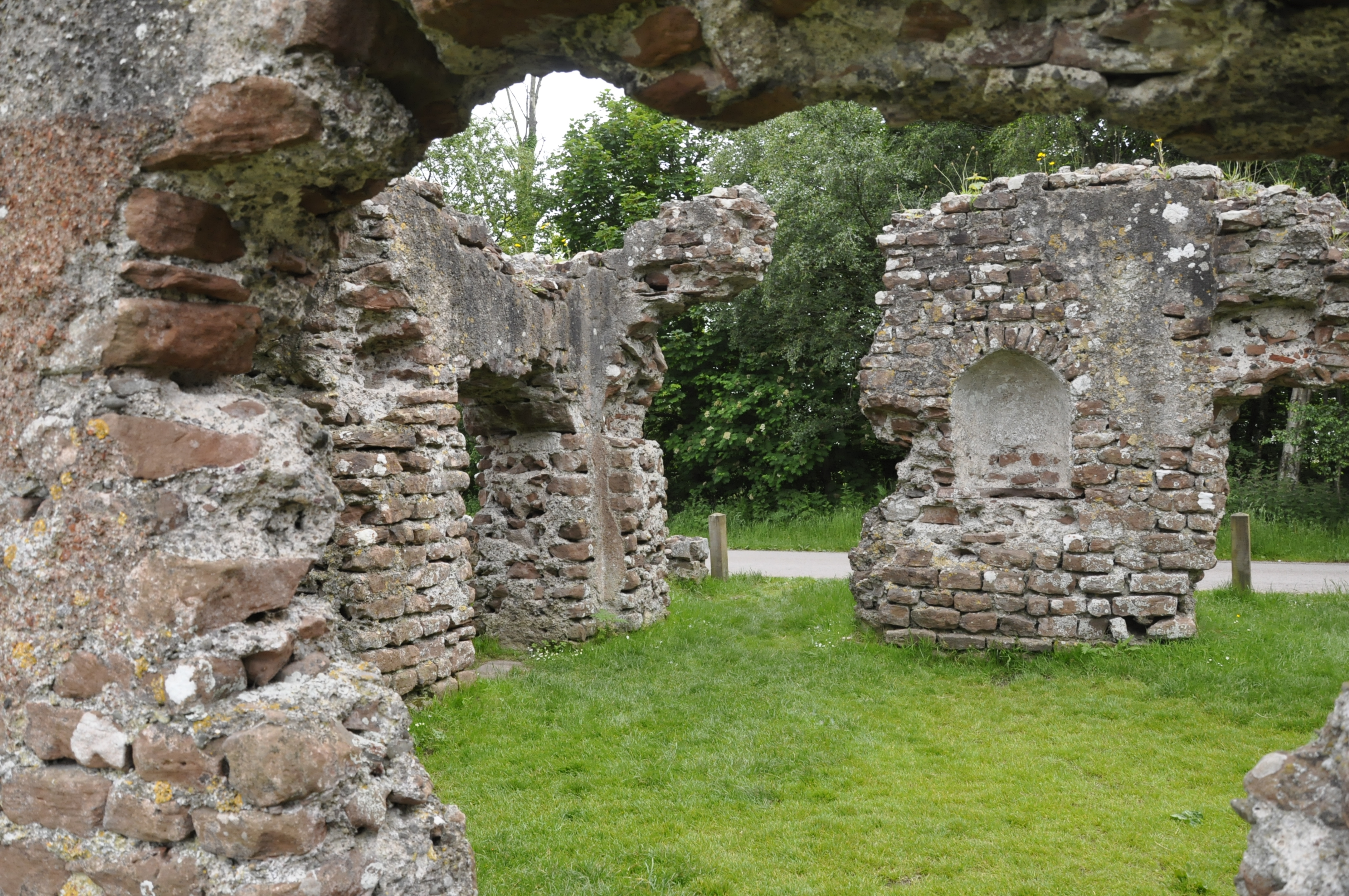
Gewölbte Mauernische im Apodyterium, vermutlich diente sie zur Kleideraufbewahrung der Badegäste

Die einzigen sichtbaren römischen Mauerstrukturen sind die des um 130 n. Chr. errichteten Badehauses des Reihentypus, das als „Walls Castle“ bekannt ist. Die Therme befindet sich zwischen der nordöstlichen Ecke der Festung und der römischen Zivilsiedlung, ursprünglich bedeckte sie wohl eine Fläche von 27 × 12 Meter und ähnelte dem Bad des Wallkastells von Chesters. Unter der Erde begraben befinden sich die Fundamente des Ostflügels, die heute nur als Bodenerhebung sichtbar sind, aber die einstige Größe des Gebäudes augenscheinlich machen. Bis die Reste der Hypokaustenheizung gefunden wurden, wurde es als Villa rustica angesehen. Die Ruine zählt zu den am besten erhaltenen antiken Gebäudestrukturen in England.
Das Bad bestand aus mehreren Räumen, die in einer Doppelreihe von Ost nach West angeordnet waren. Im Eingangs- und Umkleidebereich (apodyterium/gymnasium) waren in den Wänden mehrere Nischen (cubiles) eingelassen, vielleicht zur Ablage der Kleidung der Badegäste. Die Funktion der restlichen Räume ist nicht genau bekannt, mit ziemlicher Sicherheit dienten sie als Schwitzbad (sudatorium), Warm- oder Heißbad (caldarium) und Kaltbad (frigidarium). An den Nord- und Südwänden standen Stützpfeiler, die wohl das Gewicht eines Stein- oder Ziegelgewölbes mittragen sollten. Es sollte den hölzernen Dachstuhl vor der feuchtheißen Luft abschirmen. Die Mauern des Westflügels sind teilweise noch bis zu einer Höhe von 3,7 Metern erhalten geblieben. Die Wände und Türbögen bestehen aus behauenen, durch Mörtel miteinander verbundenen Sandsteinen. Mindestens zwei der Räume konnten durch Hypokausten beheizt werden. An einer der Türöffnungen sind noch eine stark abgenutzte Schwelle und eine breite Nut in der Wand zu sehen, in der einst der hölzerne Türstock befestigt war. Auch einige Fensteröffnungen sind noch zu sehen. Die Innenwände waren ursprünglich mit rosafarbenem Gips verputzt. Nach Ende der letzten Ausgrabungen wurden die östlichen Fundamente wieder zugeschüttet. 1881 wurden u. a. die Überreste der Hypokaustenheizung freigelegt, danach wurden sie ebenfalls wieder zugeschüttet. Bei den Ausgrabungen wurden als Beifunde Fensterglasscherben, Knochen, Ziegelplatten und Ziegelsteine und Keramikfragmente geborgen. Es gibt Beweise, dass das Bad von einer etwas höher gelegenen Quelle im Osten des Kastells mit Frischwasser versorgt wurde.
Das Gebäude wurde wahrscheinlich bis ins Mittelalter von den Bewohnern von Muncaster Castle als Wohnhaus o. Ä. benutzt, wohl einer der Gründe dafür, warum es noch so hervorragend erhalten ist. Nach Augenzeugenberichten war bis vor rund 200 Jahren sogar noch das Dach vorhanden, bevor ein Großteil des Gebäudes durch Steinraub zerstört wurde. Da es sich außerhalb der Mauern der römischen Festung befindet (extra muros), gehen einige Forscher davon aus, dass es nicht nur von den Soldaten, sondern auch von der Zivilbevölkerung aufgesucht wurde. Eine detaillierte Erhebung und Fundanalyse wurde im Mai 1983 im Auftrag des britischen Umweltministeriums durchgeführt. Danach wurden die Mauern konserviert und unter Schutz gestellt. Die Ruine steht heute unter der Obhut des English Heritage.

## Vicus und Hafen
Vor der Grabung von 2013–2014 gab es nur wenige Informationen über den römischen Vicus von Ravenglass. Wie so oft bei regionalen, von einer ständigen Garnison geschützten Handelszentren der Fall, expandierten im 2. und 3. Jahrhundert vor allem deren Zivilsiedlungen. Die primäre Funktion des Vicus war die Versorgung der Kastellbesatzung mit Dingen des täglichen Bedarfs, wie z. B. diverse Materialien, Waren und Dienstleistungen. Die geophysikalischen Untersuchungen verdeutlichten den Umfang des Vicus. Er bedeckte vermutlich ein weit ausgedehntes Areal und dürfte von 120 bis ins 4. Jahrhundert bewohnt gewesen sein. Nordöstlich der Festung stieß man auf Spuren von mindestens zwei Straßenzügen. Die meisten Gebäude konzentrierten sich entlang der Straße, die zum Hardknott Pass führte. Die Funde von Getreide und Glasfragmenten deuten darauf hin, dass in der Siedlung Lebensmittel verarbeitet und Glasprodukte hergestellt wurden. Der Schwerpunkt der handwerklichen Tätigkeit lag aber wohl auf der Metallverarbeitung, wie die Funde von Eisenschlackeablagerungen und Holzkohleresten annehmen lässen.
Die meisten Häuser dürften vom Bautyp sogenannte Streifenhäuser gewesen sein, die typisch für einen römischen Vicus des 2. Jahrhunderts sind. Solche Gebäude bestanden meist aus einem Werkstatt- und Wohnbereich und einem Hof an der Rückseite des Gebäudes. Aus dem Gebiet nördlich des Kastells (möglicherweise ursprünglich ein Annex des Kastells) wurden 1925 zahlreiche Fragmente von Schieferplatten, Ziegelsteinen, Dachziegeln und breiten Bodenfliesen gefunden, was auf ein mehrstöckiges Gebäude hindeutet, das vermutlich auch durch einen Hypokaust beheizt werden konnte, vielleicht die Reste einer Herberge (Mansio). Bei der Anlage von Sondierungsgräben beobachtete man 2014 innerhalb eines Gebäudes einen Ofen voller Holzkohlenreste und einen Stampflehmboden. Vor dem Haus befand sich ein mit Steinplatten gepflasterter Hof. Im Graben 2 stieß man auf Reste einer Werkstätte. Es gab Anzeichen dafür, dass zwischen einer größeren Anzahl von Gebäuden mit langrechteckigem Grundriss eine Straße verlief. Weiters fand man Spuren eines mit Holz ausgekleideten Kanals, vermutlich die Reste einer Wasserleitung. Eine dicke Brandschicht deutete darauf hin, dass die Gebäude durch ein Feuer zerstört wurden.
Der genaue Standort des Hafens ist bis dato unbekannt. Durch Sandbänke war er vor der Brandung der Irischen See gut geschützt und wohl der ideale Ort für den Warenumschlag zwischen See- und Flussschiffen in dieser Region. Er war für die Vicus- und Kastellbewohner sowohl Handels- als auch Marktplatz und diente vielleicht auch der Classis Britannica als Flottenstützpunkt.